# Edosa citrocoma
Edosa citrocoma är en fjärilsart som beskrevs av Edward Meyrick 1924. Edosa citrocoma ingår i släktet Edosa och familjen äkta malar. Inga underarter finns listade i Catalogue of Life.